# Erythrastrea flabellata
Espèce
Statut CITES
Erythrastrea flabellata est une espèce de coraux appartenant à la famille des Merulinidae ou la famille Faviidae.